# Medicago
- Commons
- Wikispecies

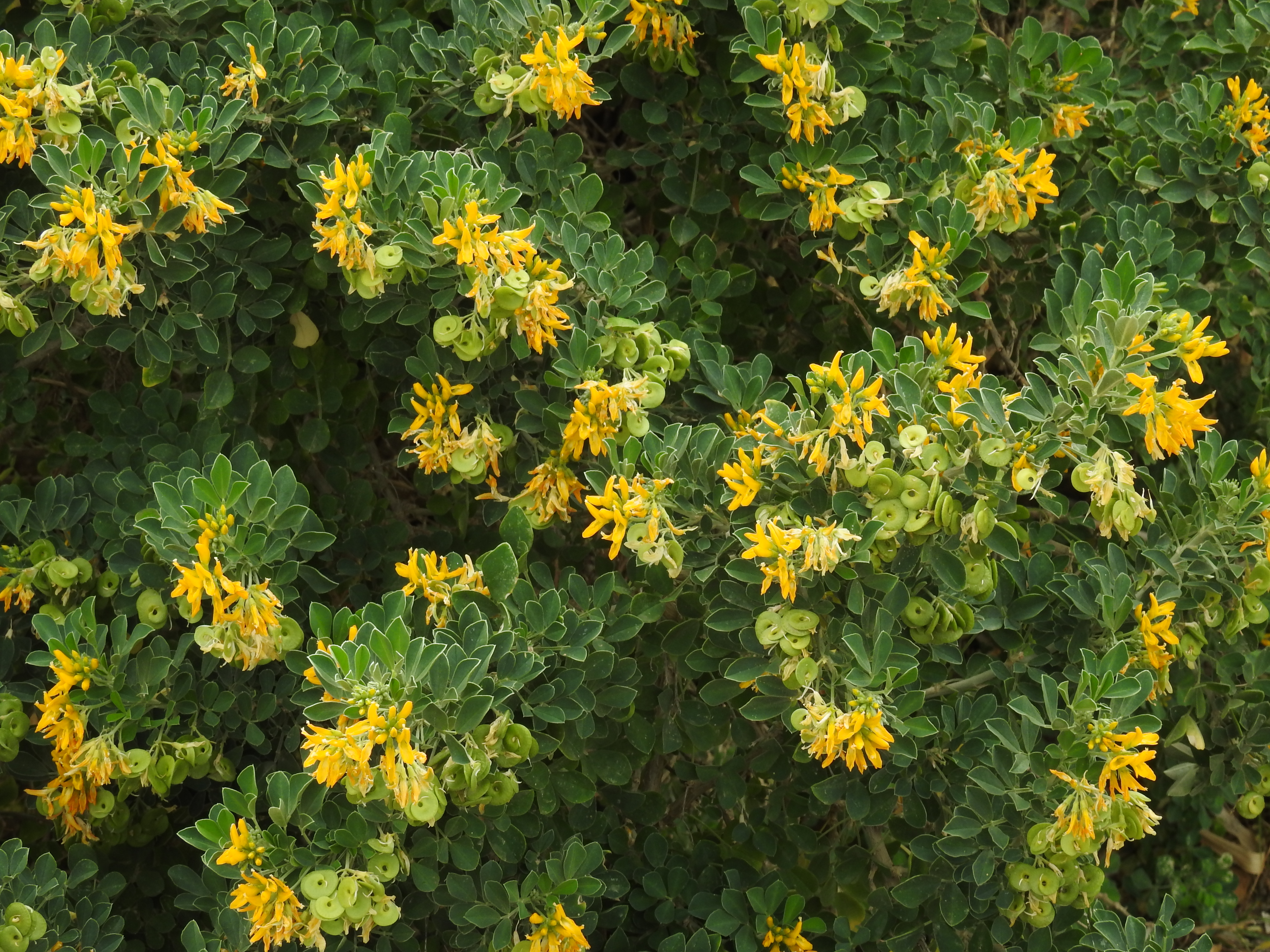
Medicago arborea.

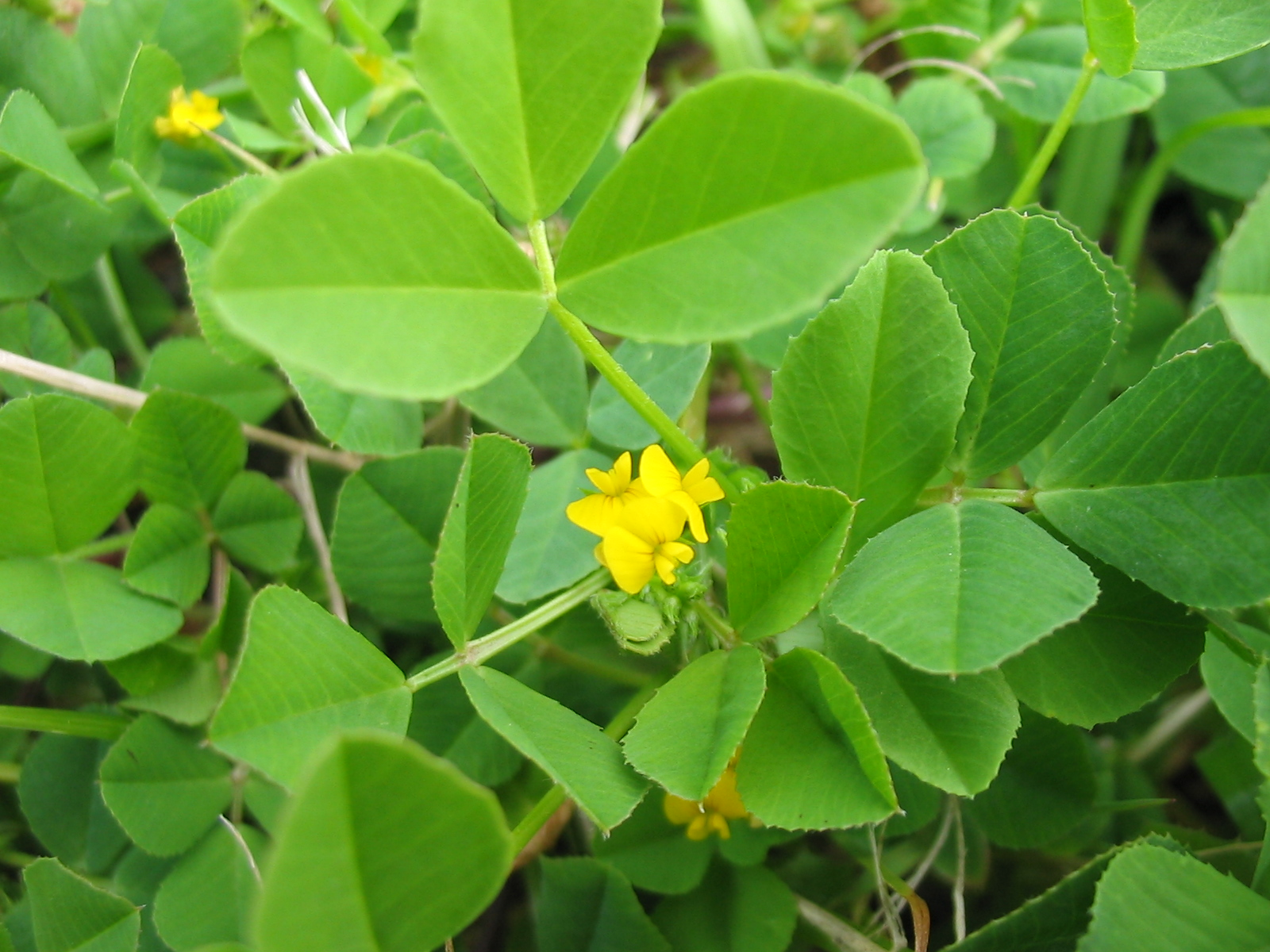
Medicago polymorpha.

Medicago é um género botânico pertencente à família Fabaceae.
Neste género podemos encontrar a planta com o nome comum de luzerna ou alfafa.

## Espécies
- Medicago agropyretorum
- Medicago alatavica
- Medicago arabica
- Medicago arborea
- Medicago archiducis-nicolai
- Medicago astroites
- Medicago blancheana
- Medicago brachycarpa
- Medicago cancellata
- Medicago carstiensis
- Medicago caucasica
- Medicago ciliaris
- Medicago constricta
- Medicago coronata
- Medicago crassipes
- Medicago cretacea
- Medicago cyrenaea
- Medicago daghestanica
- Medicago difalcata
- Medicago disciformis
- Medicago doliata
- Medicago edgeworthii
- Medicago falcata
- Medicago fischeriana
- Medicago glomerata
- Medicago granadensis
- Medicago grossheimii
- Medicago gunibica
- Medicago heldreichii
- Medicago hemicoerulea
- Medicago heyniana
- Medicago hybrida
- Medicago hypogaea
- Medicago intertexta
- Medicago italica
- Medicago karatschaia
- Medicago komarovii
- Medicago laciniata
- Medicago lanigera
- Medicago laxispira
- Medicago littoralis
- Medicago lupulina
- Medicago marina
- Medicago medicaginoides
- Medicago meyeri
- Medicago minima
- Medicago monantha
- Medicago monspeliaca
- Medicago murex
- Medicago muricoleptis
- Medicago noeana
- Medicago orbicularis
- Medicago orthoceras
- Medicago ovalis
- Medicago papillosa
- Medicago persica
- Medicago phrygia
- Medicago pironae
- Medicago playtcarpa
- Medicago polyceratia
- Medicago polychroa
- Medicago polymorpha
- Medicago praecox
- Medicago prostrata
- Medicago radiata
- Medicago retrorsa
- Medicago rhodopea
- Medicago rigida
- Medicago rigidula
- Medicago rigiduloides
- Medicago rotata
- Medicago rugosa
- Medicago rupestris
- Medicago ruthenica
- Medicago sativa
- Medicago sauvagei
- Medicago saxatilis
- Medicago schischkinii
- Medicago scutellata
- Medicago secundiflora
- Medicago shepardii
- Medicago sinskiae
- Medicago soleirolii
- Medicago strasseri
- Medicago suffruticosa
- Medicago syriaca
- Medicago talyschensis
- Medicago tenoreana
- Medicago transoxana
- Medicago truncatula
- Medicago tunetana
- Medicago turbinata
- Medicago vardanis
- Medicago virescens

## Classificação do gênero
| Sistema | Classificação                      | Referência               |
| ------- | ---------------------------------- | ------------------------ |
| Linné   | Classe Diadelphia, ordem Decandria | Species plantarum (1753) |